# Triiodotironina
La triiodotironina, T3 o 3,3',5-triiodo-L-tironina, és una hormona tiroidal. Juntament amb la tiroxina (T4 o L-tiroxina, levotiroxina o tetraiodotironina) constitueixen les dues hormones tiroidals.
L'hormona estimulant de la tiroide (TSH, de l'anglès thyroid stimulating hormone, o tirotropina), la qual és secretada per la glàndula pituïtària o hipòfisi (cèl·lules tirotropas adenohipofisàries), activa la producció de tiroxina (T4) i T3, i al mateix temps és estimulada per l'hormona alliberadora de la tirotropina (TRH, de l'anglès thyrotropin releasing hormone), la qual és produïda en el nucli paraventricular hipotalàmic (NVP). En la glàndula tiroide, la T4 es converteix en T3. La TSH s'inhibeix principalment per la T3: les concentracions elevades al plasma de T3 (i també T4) inhibeixen la producció d'hormones TSH i TRH, i les concentracions baixes l'estimulen, creant així un sistema de control de retroalimentació negativa que regula la quantitat d'hormones de la tiroides en la sang. La glàndula tiroide allibera més quantitat de T4 que de T3, de manera que les concentracions plasmàtiques de T4 són 40 vegades més grans que les de T3. La majoria de la T3 circulant està formada per desiodització perifèrica de T4 (85%), hormona que perd l'àtom de iode del carboni 5. Per tant, la T4 actua com a prohormona de la T3.
La triiodotironina és similar a la tiroxina, però amb un menor nombre d'àtoms de iode per molècula. A més, la T3 presenta una major activitat i es produeix en petites quantitats. És l'hormona tiroidal més potent, i afecta a gairebé tots els processos metabòlics del cos. La seva vida mitjana és de 2,5 dies, en contrast amb els 6,5 dies de vida mitjana de la T4, la qual cosa explica que la concentració de T3 en el plasma sanguini sigui quaranta vegades més petita que la de la tiroxina.

## Estructura de la T3
La triiodotironina i els seus metabòlits són derivats iodats de l'aminoàcid L-tirosina. La triiodotironina és una molècula que pot incorporar fins a 3 substitucions de iode i que s'origina per l'acoblament de dues molècules de tirosina que uneix, mitjançant un enllaç èter, una d'aquestes molècules amb el grup fenil procedent de l'altre, de manera que la molècula resultant posseeix un anell fenílic i un anell tirosílic. Així, la T3 presenta dos àtoms de iode en la posició 3 mentre que no presenta una substitució de iode en la posició 5 de l'anell extern, a diferència de la T4, fet pel qual se l'anomena també 3,5,3’-triiodotironina. Existeix, però, una segona molècula de tironina amb tres àtoms de iode, la T3 inversa, que no posseeix l'àtom de iode de la posició 5 de l'anell intern, resultant la 3,3’,5’-triiodotironina.

## Anatomia i innervació de la tiroides
La tiroides rep aquest nom per la seva proximitat al cartílag tiroides de la laringe i per la seva forma d'escut (thyreos, escut; eidos, forma). La tiroides humana està localitzada en la posició mitjana en la regió anterior del coll. Està constituïda per dos lòbuls laterals de teixit glandular molt vascularitzat, ambdós units a través d'una banda prima de teixit anomenada istme, el qual presenta a vegades un lòbul piramidal. Cadascun dels lòbuls té una longitud aproximada de 5 centímetres i una amplada màxima de 3 centímetres. El tiroides humà pesa entre 15 i 20 grams, però quan es produeix un augment de la mida (comunament anomenat boci) per diversos factors, la glàndula tiroidea pot pesar varis centenars de grams. La seva base es troba a l'alçada del cinquè o sisè anell traquial i el seu vèrtex en la unió del terci inferior i mitjà del cartílag tiroides. La tiroides està molt irrigada per mitjà de dues artèries, la artèria tiroidea superior que prové de l'artèria caròtida externa i la artèria tiroidea inferior, que prové de la artèria subclàvia.

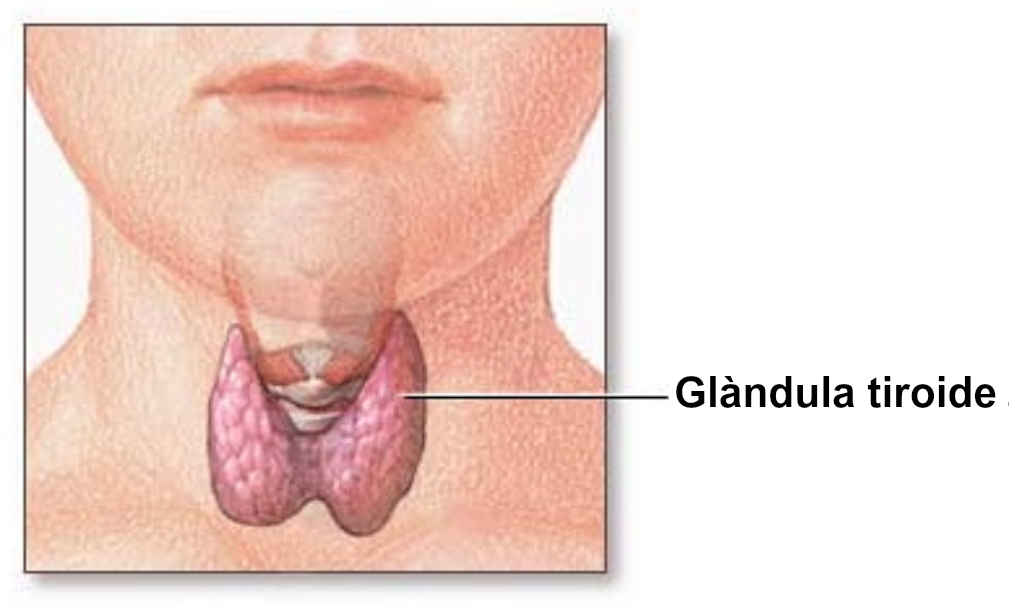
La glàndula tiroidal es troba al coll per sota del cartílag tiroide i aproximadament al mateix nivell que el cartílag cricoides.

## Mecanismes d'acció
L'hormona tiroidal que secreta la glàndula tiroides majoritàriament és la tiroxina (T4), la qual es desionitzarà i passarà a ser T3, de la qual només actuarà sobre els òrgans i els teixits la que es troba lliure en la sang i no associada a proteïnes. La triiodotironina actua sobre els receptors d'hormona tiroidea (TR, de l'anglès thyroid hormone receptors), uns receptors nuclears. Cal dir que la T3 és més eficaç i té més afinitat que la T4 per aquests receptors, que en entrar en contacte amb l'hormona canvien la seva conformació. Els TR es troben a l'interior de la cèl·lula, per la qual cosa la triiodotironina (i la T4) ha de travessar la bicapa lipídica per poder entrar en contacte amb ells. Tot i ser lipofílica, per poder passar a través de la membrana cel·lular la T3 (i la T4) s'ha d'unir als transportadors transmembrana iodotironina.
El receptors nuclears en entrar en contacte amb la triiodotironina s'uniran a elements de resposta d'hormones (HRE, de l'anglès hormone response element), fragments de DNA que formen part de promotors de gens als que s'uneixen receptors d'hormones (entre els quals hi ha els d'hormona tiroidea), activant la transcripció del gen.
La unió entre el receptor d'hormona (TR) i els elements de resposta (HRE) es veuen facilitats quan els receptors nuclears esmentats interactuen amb els anomenats receptors retinoides X (RXR, de l'anglès retinoid X receptor), uns receptors nuclears activats per l'àcid retinoic.
La triiodotironina actua en la major part dels teixits corporals, ja que una de les seves funcions principals és la regulació del metabolisme de l'organisme. Tot i això, cal destacar l'alta activitat de les hormones tiroidals en les cèl·lules del fetge.

## Regulació de la funció tiroidal
Els components essencials del sistema regulador de la funció tiroidal el constitueixen la hormona hipotalàmica alliberadora de tirotropina (TRH), la tirotropina o hormona hipofisiària estimulant de la tiroides (TSH) i la triiodotironina (T3). La TRH i la TSH exerceixen un efecte estimulador, mentre que la T3 produeix l'efecte contrari, un efecte inhibidor. El control sobre la síntesi de TRH a l'hipotàlem i la síntesi de TSH a l'hipòfisi anterior es produeix principalment per la inhibició d'ambdues síntesis per part de les hormones tiroidals. La regulació de la funció tiroidal depèn principalment de la tirotropina, o TSH (thyroid stimulating hormone). 
La TRH és un tripèptid present en l'hipotàlem i en altres estructures com ara les cèl·lules C de la tiroides i les cèl·lules β pancreàtiques, tot i que les cèl·lules que major quantitat de TRH sintetitzen són les neurones localitzades en el nucli paraventricular hipotalàmic. Aquestes neurones hipotalàmiques productores de TRH l'alliberen al lòbul anterior de la hipòfisi, a l'adenohipòfisi, estimulant-se així la síntesi i l'alliberament de TSH.

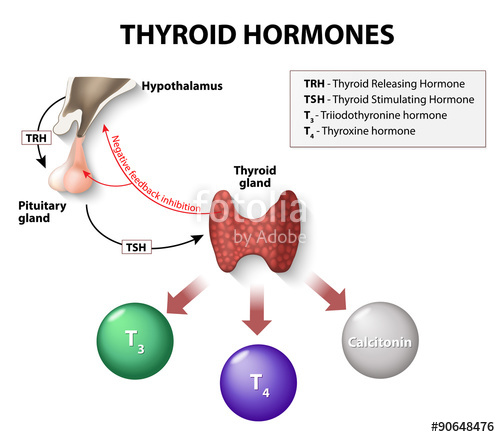
Procés de producció de les hormones tiroidals

La TSH, una glucoproteïna amb un pes molecular de 28kDa, és produïda per les cèl·lules basòfiles tirotropes de la hipòfisi anterior i aquesta hormona és estimulada d'igual forma que el seu alliberament per la TRH. Així, l'augment de concentració de tirotropina provoca l'alliberament de la hormona tiroidal triiodotironina. Aquesta hormona, juntament amb la tiroxina (T4) estableix un sistema de retroalimentació negativa fet que implica que en augmentar la concentració plasmàtica de T3 i T4 s'inhibeix la síntesi i alliberament de TSH, actuant per tant directament sobre les hormones tirotropes i indirectament a través de la inhibició de la secreció i síntesi de TRH.

### Autoregulació tiroidal
La tiroides té la capacitat de regular la quantitat de iode (I-) que capta i la quantitat d'hormona que sintetitza, fins i tot, en absència de TSH (tirotropina). Cal destacar, però, que aquests efectes s'han observat en animals hipofisectomitzats, concretament en rates.
La finalitat dels mecanismes autoreguladors de la tiroides són, principalment, poder regular la secreció d'hormones tiroidals davant un augment brusc de la disponibilitat de iode. Així, davant un increment agut de l'aportament de iode que comporti concentracions circulants del mateix d'entre 10 i 100 vegades més respecte les concentracions habituals, es produeix un bloqueig de la organificació del iode donant lloc a l'efecte Wolf-Chaikoff. És un fenomen d'autoregulació que inhibeix la organificació a la glàndula tiroidal i la posterior formació i alliberació d'hormones tiroidals. L'efecte de Wolf-Chaikoff és un procés reversible, ja que l'organificació del iode es reanuda al cap de 2 dies, aproximadament, quan les concentracions sèriques de iode disminueixen i comencen a retornar als seus valors habituals.
Per tant, per mitjà d'aquest procés d'autoregulació de la glàndula tiroidal s'impedeix l'hipertiroïdisme inicial donat l'excés de iode i l'hipotiroïdisme posterior que podria donar-se com a conseqüència d'un bloqueig prolongat de la síntesi d'hormones tiroidals.

## Transport
Una vegada ja han estat secretades, les hormones tiroidals són transportades pel plasma sanguini fins a les cèl·lules. La gran majoria d'aquestes ho fa unida a proteïnes transportadores i només una petita fracció ho fa de manera lliure. En els humans, la quantitat de T3 lliure representa un 0,3% de la T3 plasmàtica total mentre que la quantitat de T4 lliure representa un 0,03% de la T4 plasmàtica total.
És important tenir en compte que només són actives les hormones que queden de forma lliure al plasma sanguini i que la resta d'hormones, unides a proteïnes transportadores, constitueixen exclusivament un dipòsit circulant. Per aquest motiu, s'estableix un equilibri entre la fracció lliure de la hormona i la fracció lligada a proteïnes. Aquest equilibri segueix la llei d'acció de masses de manera que com més gran és l'afinitat de les hormones tiroidals per les proteïnes transportadores, menor és la quantitat d'hormones tiroidals lliures i viceversa. En conclusió, les proteïnes transportadores són les encarregades de protegir a l'organisme de canvis bruscos en la secreció d'hormones tiroidals. També són molt importants perquè faciliten el transport d'hormones tiroidals hidrofòbiques en un medi aquós com és la sang.
De proteïnes transportadores d'hormones tiroidals en destaquem tres:
- Globulina Fixadora de Tiroxina o TBG
- Prealbúmina Fixadora de Tiroxina (TBPA) o Transtiretina
- Albúmina Sèrum Humà o HSA

### Globulina fixadora de tiroxina
És la principal proteïna transportadora d'hormones tiroidals (responsable del transport del 75% de les hormones tiroidals aproximadament). Es tracta d'una glucoproteïna acídica d'origen hepàtic, altament glucosilada i rica en àcid siàlic. Es troba en el plasma amb una concentració de 10 a 20 mg/L i cadascuna de les seves molècules posseeix un únic lloc d'unió per a les hormones tiroidals. Té més afinitat per la T4 que per la T3.

### Prealbúmina Fixadora de Tiroxina (TBPA) o transtiretina
Es tracta d'un homotetràmer, constituït per cadenes polipeptídiques de 127 aminoàcids que formen una estructura simètrica amb un canal central en el qual es localitza el lloc d'unió per a la T4. Es troba en el plasma amb una concentració de 250 mg/L. Té més afinitat per la T4 que per la T3. La seva concentració plasmàtica és més elevada que la de la TBG però el seu paper com a proteïna transportadora és menys important.

### Albúmina Sèrum Humà o HSA
Es tracta d'una proteïna monomèrica d'origen hepàtic formada per cadenes polipeptídiques de 585 aminoàcids. Posseeix múltiples llocs d'unió per a les hormones tiroidals però només un d'ells presenta una afinitat relativament alta per ambdues molècules. La seva afinitat per les hormones tiroidals és menor que la de les dues proteïnes anteriors però degut a la seva alta concentració en el plasma hem de tenir en compte la seva activitat.

### Altres transportadors
A més a més de les tres proteïnes anteriors, trobem altres components del plasma que participen en el transport de les hormones tiroidals com serien les lipoproteïnes. Aquestes podrien desenvolupar una funció específica relacionada amb l'alliberació d'hormones tiroidals en determinades localitzacions.
Percentatges aproximats de la distribució de les hormones tiroidals al plasma:
| Tipus                                  | Percentatge (%) |
| -------------------------------------- | --------------- |
| Unida a Globulina Fixadora de Tiroxina | 70              |
| Unida a Transtiretina                  | 10-15           |
| Unida a Albúmina                       | 15-20           |
| T4                                     | 0,03            |
| T3                                     | 0,3             |

En conclusió, tant la T3 com la T4 tenen major afinitat per la TBG que per la TBPA o la Albúmina tot i ser aquesta última la que trobem en major proporció al plasma.
Existeixen diversos fàrmacs que poden actuar elevant o disminuint la concentració de TBG. El tractament amb estrògens augmenta la glicosilació de la TBG, mentre que el tractament amb andrògens i esteroides anabolitzants la disminueix.

## Funcions

### La T3 i el metabolisme
Tal com s'esmenta en la introducció, la triiodotironina és fonamental en el metabolisme dels individus, cosa que converteix aquesta hormona en un factor determinant en aspectes de l'organisme com el creixement i desenvolupament d'òrgans i teixits, la temperatura corporal o el ritme cardíac. L'activitat de les hormones tiroidals determinarà el desenvolupament del sistema nerviós dels infants, així com el metabolisme en els adults. Això fa que un dèficit d'aquestes hormones durant els primers anys de vida pugui desencadenar en alteracions neurològiques irreversibles, nanisme i retard mental. En la persona adulta, les hormones tiroidals regulen des del l'activitat muscular fins al metabolisme de lípids i hidrats de carboni (amb una activació del consum d'oxigen), així com la degradació de proteïnes dins la cèl·lula.
Un dèficit o un excés d'hormones tiroidals pot generar una activitat metabòlica insuficient o exagerada, cosa que deriva, tenint en compte totes les reaccions i sistemes que implica el metabolisme d'un organisme, en nerviosisme, pèrdua de pes o ansietat, entre altres patologies.
És important tenir en compte que alguns medicaments poden alterar el correcte funcionament de la tiroxina i triiodotironina.

### Iode
L'estructura de la T3 i T4 es basa en gran part en el iode, una substància essencial pels individus que s'introdueix a l'organisme a través dels aliments i l'aigua. La major part del iode es troba emmagatzemat en la tiroides, concretament unit a la glicoproteïna tiroglobulina (Tg), al qual s'ha d'afegir el iode reciclat de l'alliberació d'aquesta substància per part de les hormones tiroidals. Així doncs, la glàndula tiroides té un paper fonamental en la regulació de la quantitat de iode, el dèficit del qual pot generar una síntesi insuficient de T3 i T4.

## Efectes

### Sobre el metabolisme
Les hormones tiroidals participen sobre gairebé totes les vies d'utilització dels substrats, estimulant el metabolisme de glúcids, lípids i proteïnes. La T3 incrementa la taxa metabòlica basal, fet que fa que incrementi el consum d'oxigen i d'energia al cos, especialment al cor, al múscul estriat, al fetge i als ronyons. De fet, la T3 actua a la majoria de teixits dins el cos excepte als testicles i a la melsa.
- Glucosa

La T3 potencia els efectes dels receptors β-adrenèrgics al metabolisme de la glucosa. Per tant, la degradació del glicogen i el procés de gluconeogènesi augmenten, i el pàncrees secreta més insulina.
- Lípids

La T3 augmenta el nombre de receptors LDL, incrementant així la lipòlisi. Una major acció de la T3 suposa un major moviment dels lípids al teixit adipós, per tant, disminueixen els dipòsits de greix a l'organisme. Així doncs, la T3 estimula la degradació del colesterol, dels fosfolípids i dels triglicèrids, però augmenta la concentració plasmàtica d'àcids grassos lliures. Per tant, un dèficit de T3 comporta un excés de colesterol, fosfolípids i triglicèrids al fetge.
- Proteïnes

La T3 estimula la producció de RNA Polimerasa I i II i, per tant, incrementa la síntesi de proteïnes. No obstant, com ja s'ha mencionat anteriorment, la T3 accelera el metabolisme i, per tant, també accelera la degradació de les proteïnes. Si la degradació supera la síntesi de proteïnes, el cos pot tenir un balanç negatiu d'ions.

### Sobre el sistema cardiovascular
La T3 incrementa el flux sanguini als teixits (té un efecte vasodilatador en les cèl·lules musculars llises), el ritme cardíac i la força de contracció (regula el gruix dels filaments de la proteïna miosina, el qual ajuda a incrementar la capacitat de contracció), fet que fa que incrementi també el cabal cardíac, ja que s'incrementen els nivells dels receptors β-adrenèrgics al miocardi. Això resulta en un augment sistòlic de la pressió sanguínia i una disminució diastòlica de pressió sanguínia, hipertròfia cardíaca i un descens de la resistència perifèrica. Tot plegat, aquests efectes acaben resultant en el pols que caracteritza l'hipertiroïdisme. Per altra banda, nivells baixos de T3 també poden comportar taquicàrdia i, a més, augment de resistència perifèrica, de la pressió arterial i embassament pericardíac.

### Sobre el desenvolupament i el creixement
La T3 té un efecte important en el desenvolupament embrionari i infantil. Afecta els pulmons, ja que l'increment del metabolisme causat per la T3 fa que també incrementin els requeriments d'oxigen, el qual causa una major freqüència i profunditat de la respiració. Influeix el creixement del sistema nerviós central sobre tot durant els sis mesos posteriors al part. Codifica la mielina, estimula la producció de neurotransmissors (la T3 incrementa els nivells de serotonina a l'escorça cerebral i regula els seus receptor) i també estimula el creixement d'axons. Un dèficit de mielina és especialment perillós, ja que és una proteïna fisiològica implicada en la migració neuronal. Per tant, la falta de triiodotironina en el període de neurogènesis activa (fins a sis mesos passat el part) condueix a una discapacitat intel·lectual del nadó irreversible, que va acompanyat d'anormalitats a la migració neuronal. La T3 també té una notable importància en el creixement lineal dels ossos durant la infància, ja que estimula l'acció dels osteoblasts i els osteoclasts, per tant, una deficiència de T3 comporta un creixement retardat i un excés comporta un creixement esquelètic massa ràpid però més curt en el temps, és a dir, el cos creix ràpid durant la infantesa però després no creix el suficient per la talla mitjana de l'edat adulta. A més, com el temps entre la formació i la mineralització de l'os s'acurta, l'os és més porós i augmenta el risc de fractures i d'osteoporosi.

## Patologies relacionades amb la T3

### Hipertiroïdisme[5]
L'hipertiroïdisme és una afecció que afecta directament la glàndula tiroidal, produint un excés d'hormones tiroides T3 i T4. Tal com s'ha esmentat amb anterioritat, la triodotironina i la tiroxina són dues hormones que controlen el metabolisme i, per tant, la nostra respiració, el batec cardíac, el sistema nerviós, la temperatura corporal, el pes... Així, quan es produeix un augment de secreció d'aquestes hormones es produeix, en conseqüència, un augment de velocitat en els processos corporals: augment de la freqüència cardíaca, pèrdua de pes, tremolor, insomni, excés de suor...

#### Causes
Cal destacar que l'hipertiroïdisme més freqüent, entre el 70 i el 80% d'hipertiroïdismes són d'aquest tipus, és el causat per la malaltia de Graves-Basedow. Es tracta d'una patologia autoimmunitària en què els limfòcits de la tiroides produeixen la immunoglobulina TSI (immunoglobulina estimuladora de la tiroides, Thyroid-Stimulating Immunoglobulin) que estimula la tiroides i acaba provocant una hiperproducció hormonal de T3 i T4. L'hipertiroïdisme, però, també pot produir-se com a conseqüència de la presència d'un adenoma tiroidal, és a dir, un tumor tiroidal benigne que capta iode independentment de la TSH i dona lloc a una hipersecreció de tiroxina i triiodotironina.

### Hipotiroïdisme[6]
L'hipotiroïdisme és una afecció en la qual la glàndula tiroidal no produeix els nivells normals d'hormones sinó que produeix un dèficit d'hormones tiroidals. En tant que les hormones tiroidals, tal com s'ha especificat en l'apartat anterior, controlen el metabolisme, un dèficit de les mateixes origina símptomes associats a un metabolisme lent com ara l'augment de pes.

#### Causes
La causa més comuna d'hipotiroïdisme s'origina com a conseqüència d'una tiroïditis, és a dir, una inflamació de la tiroides. Aquesta inflamació comporta un dany reversible o inclús irreversible sobre les cèl·lules tiroidals, les quals veuen afectada la seva síntesi d'hormones tiroidals i, per tant, són incapaces de produir nivells suficients d'hormones. La causa més comuna d'inflamació de la tiroides és la malaltia de Hashimoto, una malaltia autoimmunitària en què l'organisme es veu afectat per autoanticossos, és a dir, pels seus propis anticossos.

#### Hipotiroïdisme congènit o neonatal
Anteriorment s'ha especificat que les hormones tiroxina i triiodotironina són essencials per arribar a un desenvolupament i maduració cerebral normals. Per això, el dèficit d'ambdues hormones en els primers mesos de vida poden causar en el nadó lesions irreversibles sobre el sistema nerviós central. Per això és imprescindible un diagnòstic i tractament urgent amb la finalitat d'evitar el retard mental.
La detecció d'hipotiroidisme en el nadó s'hauria de produir durant el primer mes de vida, ja que només el 5% dels nadons afectats són diagnosticats clínicament.

## Examen i control de la tiroides a través de la T3
Entre les diferents proves que es realitzen per controlar el correcte funcionament de la glàndula tiroides, el que s'utilitza en la majoria de casos és una anàlisi de sang, a partir de la qual es realitzaran altres proves com pot ser una ecografia de la glàndula.
La secreció d'hormones tiroidals està regulada i estimulada per la TSH, per la qual cosa en molts exàmens mèdics per determinar si hi ha algun problema en algun dels nivells de producció d'hormones T3 i T4 en un primer moment es mesuren els nivells de TSH mitjançant una anàlisi de sang (TSH bassal). En cas que la concentració de TSH no sigui la normal, es realitza una altra anàlisi per determinar els nivells de les hormones tiroidals. En general, el fet que els nivells de TSH siguin baixos indica que la tiroides té una activitat superior a la normal, mentre que si els nivells són alts es considera que hi ha una activitat baixa per part de la tiroides. En alguns casos també es mesuren els nivells de la TRH, l'hormona hipotalàmica estimulant de la TSH.
A vegades, al mateix temps que s'avaluen els nivells de TSH també ho fan els de T4, i si aquests últims són normals però els de TSH no, es mesuren els de T3.
Cal afegir que els rangs d'hormones que es consideren com a normals varien amb l'edat de l'individu a estudiar.

## Usos

### La T3 com antidepressiu
Fins a l'any 2002 la relació de la triiodotironina amb les malalties psiquiàtriques havia estat poc estudiada, les úniques dades estudiades presentaven que en absència d'una altra malaltia, un percentatge d'entre 6 i 15% dels pacients diagnosticats amb depressió tenien dèficit de T3. Aquestes dades no constituïen suficient evidència de què aquest hipotiroïdisme estigués relacionat amb la depressió ni de què el tractament del dèficit de T3 suposés l'evolució del pacient.
Els científics Kelly i Lieberman van dur a terme un estudi en una clínica privada entre 2002 i 2006 que va estudiar l'efecte de la T3 en 17 pacients diagnosticats amb depressió unipolar avançada, els resultats del qual van mostrar que 14 pacients havien experimentat una millora en un període mitjà de dos anys, un no va experimentar cap millora i dos van abandonar el tractament a causa d'efectes secundaris indesitjats. La dosis de T3 utilitzada (80 mcg) superava la dosis tradicional de 50 mcg.
Els mateixos autors van publicar un estudi retrospectiu per estudiar la triiodotironina com a tractament pels trastorns bipolars. La T3 té un paper crucial en les funcions de la serotonina al cervell, i s'ha relacionat amb estats d'ànim anormals en pacients amb trastorn bipolar. Aquest estudi va avaluar la triiodotironina com a tractament per a la depressió en pacients amb trastorn bipolar II (125 pacients) i trastorn bipolar no especificat (34 pacients). Aquests pacients havien estat tractats sense èxit amb una mitjana d'uns altres 14 tractaments prèviament a l'estudi. A una dosi mitjana de 90,4 mcg, superior a la dosi habitual de triiodotironina utilitzada per obtenir efectes terapèutics, el medicament va ser ben tolerat: cap dels pacients va experimentar hipomania, i només 16 van sofrir efectes secundaris que van suposar la fi del tractament amb T3. Un 84% dels pacients va experimentar una millora i el 33% va experimentar una remissió completa. L'èxit del tractament, doncs, depèn de la quantitat de T3 administrada.

### La T3 com a suplement per la pèrdua de greix
La triiodotironina augmenta la taxa metabòlica basal mitjançant l'augment de la velocitat a la qual el cos degrada els aliments que ingereix. Pot produir uns canvis dramàtics, ja que desbloqueja una quantitat significativa d'energia perquè el cos la pugui utilitzar, especialment en persones amb sobrepès que pateixen d'hipotiroïdisme. Quan els individus amb sobrepès adopten dietes poc calòrices i saludables i fan excercici regular, però tot i així no experimenten una pèrdua de pes, en la majoria dels casos es deu a la baixa taxa metabòlica provocada per nivells de T3 al cos insuficients. L'addició de T3 és utilitzada com a sumplement per aprimar especialment en aquest grup de pacients.
La T3 també és utilitzada com a suplement pels practicants del fisioculturisme, ja que en augmentar la taxa metabòlica, l'individu disposa de més energia per exercitar-se. La T3 compta amb un clar avantatge davant d'altres estimulants com la cafeïna i la sinefrina, ja que no produeix nerviosisme com a efecte secundari. Malgrat tot, si es creua la línia dels nivells de T3 saludables aquests suplements poden acabar en hipertiroïdisme.

## Medicina alternativa
L'administració de triiodotironina va ser descrita com una tècnica per tractar el “Síndrome de Wilson”. El Dr. E. Denis Wilson va estudiar aquest síndrome i el va definir com una malaltia causada per la deficiència de triiodotironina en un organisme, ja que les seves cèl·lules no eren capaces de transformar la T4 en T3.
L'ATA (Associació Americana de la Tiroides), però, no ha pogut trobar evidències científiques de l'existència d'aquesta malaltia caracteritzada per símptomes bastant comuns i inespecífics com ara una baixada de la temperatura corporal i uns nivells d'hormones tiroides en sang bastant normals. A més a més, expressa la seva preocupació, ja que el tractament realitzat amb T3 pot arribar a resultar perillós.